# Epimanikien
Epimanikien (Singular Epimanikion) sind liturgische Kleidungsstücke Orthodoxer und Unierter Ostkirchen.

## Aussehen
Epimanikien sind Ärmelstulpen, welche von ostkirchlichen Bischöfen, Priestern und Diakonen am Handgelenk getragen werden. Sie sind meist aus dickem Stoff, vor allem aus Brokatstoff, gefertigt. In der Mitte ist ein Kreuz aufgestickt oder mittels Applikation aufgebracht.

## Verwendung
Bischöfe und Priester befestigen die Epimanikien auf den Ärmeln des Sticharions. Da Diakone ein aufwendigeres Sticharion als äußerstes Gewand tragen, werden dessen weite Ärmel nicht mit Epimanikien gebunden. Der Diakon trägt die Epimanikien unterhalb des Sticharions, befestigt auf den Ärmeln der inneren Soutane.
In den meisten Riten tragen Bischöfe und Priester die Epimanikien ausschließlich, wenn sie für die heilige Liturgie voll bekleidet sind. In einigen strengen Russisch-Orthodoxen Riten tragen die Bischöfe und Priester immer, wenn sie auch das Epitrachelion tragen. Diakone tragen sie hingegen immer mit liturgischer Kleidung.
Die Syrisch-Orthodoxen zende sind den Epimanikien ähnlich, bedecken aber den gesamten Unterarm.
In den westlichen Kirchen entspricht das Manipel am ehesten den Epimanikien.
Beim Anlegen der Epimanikien spricht der Geistliche die Gebete „Es verherrlichte sich deine Rechte, Herr, in Kraft. Deine Rechte, Herr, schmettere nieder die Feinde. Mit der Fülle deiner Herrlichkeit hast du zermalmt die Widersacher“ (rechtes Epimanikion) und „Deine Hände haben mich geschaffen und gebildet. Lehre mich, dass ich lerne deine Gebote“ (linkes Epimanikion).

## Bedeutung
Gemäß der Interpretation des orthodoxen Theologen Alexander Schmemann symbolisieren die Epimanikien das Einssein der Priesters mit Christus. Schmemann erklärt: „Die Hände des Priesters, mit denen er segnet und den Gottesdienst feiert, sind nicht mehr die seinen, sondern die Hände Christi.“